# Насташка (річка)
Насташка — річка в Україні, в межах Білоцерківського та Рокитнянського районів Київської області. Ліва притока Черні (басейн Дніпра).

## Опис
Довжина 12 км, похил річки — 2,0 м/км, площа басейну 103 км². Річна типово рівнинна. Долина коритоподібна, завширшки до 300—350 м. Заплава місцями заболочена, завширшки до 200 м. Річище слабозвивисте, завширшки до 8 м. На річці 7 ставків. Рідко пересихає.

## Розташування
Насташка має 2 основних витоки. Перший витік знаходиться на південній околиці села Чупира. Другий — за 2,5 км на захід від села Потіївка. Кожен із витоків має довжину 9 км і приймає по одному лівому притоку. Зливаються обидва витоки у єдину річку на східній околиці села Потіївка. У селі Насташка річка впадає у річку Черня, праву притоку Росі.